# HD 156411
HD 156411 é uma estrela na constelação de Ara. Tem uma magnitude aparente de 6,67, sendo invisível a olho nu. Medições de paralaxe mostram que está a uma distância de 179 anos-luz (55 parsecs) da Terra, com uma margem de erro de 5 anos-luz.
É uma estrela de classe F com uma classificação estelar de F8IV/V. Há incerteza em sua classe de luminosidade e essa estrela pode ser uma subgigante ou estrela da sequência principal, conforme indicado pela notação IV/V. É maior que o Sol, com uma massa 1,25 vezes maior que a massa solar e um raio 2,16 vezes maior que o solar. Está emitindo 5,38 vezes mais luminosidade que o Sol a uma temperatura efetiva de 5 900 K. Tem apenas 75% do conteúdo metálico do Sol.
Em 2009 foi descoberto um planeta extrassolar gigante gasoso ao redor de HD 156411. Tem uma massa mínima de 0,74 massas de Júpiter, e orbita a estrela a uma distância média de 1,88 UA a cada 842,2 dias.
| Planeta | Massa               | Semieixo maior (UA) | Período orbital (dias) | Excentricidade |
| ------- | ------------------- | ------------------- | ---------------------- | -------------- |
| b       | >0,74+0,05 −0,04 MJ | 1.88+0,03 −0,04     | 842,2 ± 14,5           | 0,22 ± 0,08    |